# Nikołaj Niekrasow
Nikołaj Aleksiejewicz Niekrasow (ros. Николай Алексеевич Некрасов; ur. 28 listopada?/10 grudnia 1821 w Niemirowie, zm. 27 grudnia 1877?/8 stycznia 1878 w Petersburgu) – rosyjski pisarz, dziennikarz, redaktor i wydawca związany ze szkołą naturalną. Klasyk literatury rosyjskiej.
Autor utworów o problematyce społecznej, ukazujące niedolę ludu i niesprawiedliwość ustroju pańszczyźnianego.
Wydawca i współredaktor czasopisma „Sowriemiennik”, uchodzącego za najbardziej postępowe pismo ówczesnej Rosji (pod jego przewodnictwem w czasopiśmie publikowano utwory przyszłych klasyków literatury rosyjskiej, m.in. L. Tołstoja, F. Dostojewskiego, I. Turgieniewa).

## Życiorys
Ojcem Niekrasowa był rosyjski porucznik, a matką Polka, Helena Zakrzewska
Od 1847 r. współwłaściciel i redaktor (w późniejszym okresie istnienia pisma jeden z redaktorów) pisma literacko-społecznego Sowriemiennik. Następnie był redaktorem naczelnym czasopisma literackiego Otieczestwiennyje zapiski.
W Rosji działa od 1946 r. muzeum Niekrasowa w domu we wsi Karabicha koło Jarosławia. Dom ten poeta kupił jako letni i w latach 1861-1875 mieszkał tam i tworzył w sezonie letnim.
Oprócz dominującej twórczości poetyckiej, pisał także opowiadania, a w latach 40. XIX w. również wodewile.

## Twórczość

### Poematy
- 1841 – Prowincyalnyj podjaczyj w Pietierburgie (ros. Провинциальный подьячий в Петербурге)
- 1861 – Krobecznicy (ros. Коробейники)
- 1863 – Mróz Czerwony Nos (ros. Мороз, Красный нос)
- 1863–1877 – Komu się na Rusi dobrze dzieje (ros. Кому на Руси жить хорошо)
- 1864 – Kolej żelazna (ros. Железная дорога)
- 1870 – Dieduszka (ros. Дедушка)
- 1871–1872 – Rosyjskie kobiety (ros. Русские женщины)

### Zbiory wierszy
- 1840 – Mieczty i zwuki (ros. Мечты и звуки)
- 1856 – Poeta i obywatel (ros. Поэт и гражданин)
- 1876–1877 – Ostatnie pieśni (ros. Последние элегии)

### Dramaty i wodewile
- 1841 – Aktior (ros. Актёр)
- Matierinskoje błagocłowienje, ili biednost' i czest' (ros. Материнское благословенье, или бедность и честь)
- Zabrakowannyje (ros. Забракованные)
- Miedwieżja ochota (ros. Медвежья охота)
- Junost' Łomonosowa (ros. Юность Ломоносова)
- Fieoktist Onufrijewicz Bob (ros. Феоктист Онуфриевич Боб)
- Wot czto znaczyt wljubit'cja w aktrisu (ros. Вот что значит влюбиться в актрису)

### Proza
- 1843 – Żyzn' i pochożdienija Tichona Trostnikowa (ros. Жизнь и похождения Тихона Тростникова)
- Makar Osipowicz Słuczajnyj (ros. Макар Осипович Случайный)
- Tri strany swieta (ros. Три страны света)
- Miortwoje oziero (ros. Мёртвое озеро)